# Lindernia nana
Lindernia nana é uma espécie botânica do gênero Lindernia pertencente à família Linderniaceae.